# Mandy Solomons
Mandy Solomons (Londen, 25 juli 1963) is een Engelse darter die uitkwam voor de BDO.
Solomons werd Wereldkampioen op de WDF World Cup 1995 door in de finale Francis Hoenselaar met 4-3 te verslaan. Ook won Solomons het vrouwendubbel toernooi samen met Deta Hedman en het overall klassement met Engeland. Op de WDF Europe Cup 1996 en de WDF Europe Cup 1998 won Solomons het vrouwendubbel toernooi. In 1996 samen met Deta Hedman en in 1998 samen met Trina Gulliver. In 2001 verloor Solomons op de World Professional Darts Championship 2001 de finale van Trina Gulliver met 2-1. Solomons won vier keer de Winmau World Masters in 1988, 1989, 1993, 1997. In 1988 won ze van Maureen Flowers met 3-1 en in 1989 van Sharon Colclough met 3-1. Vier jaar later won ze van Kathy Maloney met 3-1 en weer vier jaar later won ze van Sandra Greatbatch met 3-1.

## Gespeelde finales World Professional Darts Championship
- 2001: Trina Gulliver - Mandy Solomons 2–1 (‘best of 3 sets’)

## Voornaamste overige prestaties
- 1x WDF World Cup Singles (1995)
- 1x Open Antwerpen (1997)
- 4x BDO Gold Cup (1990-1995-1996-1998)
- 1x Belgium Open (1994)
- 1x British Matchplay (1994)
- 1x Canadian Open (1992)
- 3x Denmark Open (1988-1991-1993)
- 3x Dutch Open (1991-1992-1993)
- 2x Finnish Open (1994-1995)
- 1x French Open (1993)
- 1x Isle of Man Open (1993)
- 1x Japan Open (1992)
- 3x North American Open (1989-1990-1992)
- 1x Pacific Masters (1989)
- 1x Scottish Open (2000)
- 1x Swiss Open (1990-1993)
- 1x Torremolinos Open (1991)

## Resultaten op Wereldkampioenschappen

### BDO
- 2001: Runner-up (verloren van Trina Gulliver met 1-2)
- 2002: Kwartfinale (verloren van Trina Gulliver met 0-2)

### WDF
- 1993: Laatste 32 (verloren van Francis Hoenselaar met 0-4)
- 1995: Winnaar (gewonnen in de finale van Francis Hoenselaar met 4-3)
- 1997: Kwartfinale (verloren van Dot MacLeod met 3-4)
- 2001: Laatste 32 (verloren van Natalie Carter met 3-4)